# William Labov
William Labov (wym. /ləˈboʊv/; ur. 4 grudnia 1927 w Rutherford, zm. 17 grudnia 2024) – amerykański językoznawca, jeden z prekursorów socjolingwistyki. Zajmował stanowisko profesora językoznawstwa na Uniwersytecie Pensylwanii. Prowadził badania z dziedziny socjolingwistyki i dialektologii. Częściowo wycofał się z pracy naukowej wiosną 2014.

## Życiorys
Urodzony w Rutherford w New Jersey, studiował na Harvardzie (1948) i początkowo pracował jako chemik (1949–61). W 1963, w ramach pracy magisterskiej  przeprowadził pionierskie badania na wyspie Martha's Vineyard, badając wzajemne powiązania języka i pozycji społecznej mieszkańców i turystów. Wynik zaprezentował Linguistic Society of America. Pracę doktorską obronił na Uniwersytecie Columbia, studiując pod kierunkiem Uriela Weinreicha. Wykładał na Uniwersytecie Columbia (1964–70) a następnie objął stanowisko profesora językoznawstwa na Uniwersytecie Pensylwanii, gdzie w 1977 został kierownikiem Laboratorium Językoznawstwa.

### Badania
Metodologia pozyskiwania danych użyta przez Labova podczas początkowych badań nad zmiennością językową w Nowym Jorku (The Social Stratification of English in New York City) położyła podwaliny pod współczesną socjolingwistykę.

## Życie prywatne
Od był 1993 żonaty z socjolingwistką Gillian Sankoff. Wcześniej jego żoną była socjolingwistka Teresa Gnasso Labov.

## Publikacje
Opracowano na podstawie źródła.
- The Social Stratification of English in New York City, Waszyngton, Center for Applied Linguistics, 1966
- The Study of Nonstandard English, Waszyngton, National Council of Teachers of English, 1969
- The Study of Non-Standard English, Champaign, National Council of Teachers of English, 1970
- Sociolinguistic Patterns, Filadelfia, U. of Pennsylvania Press, 1972
- Language in the Inner City, Filadelfia, U. of Pennsylvania Press,1972
- What is a linguistic fact?, Peter de Ridder Press, Nowy Jork, 1975
- Il Continuo e il Discreto nel Linguaggio, Bolonia, Il Mulino, 1977
- razem z Dawidem Fanshelem, Therapeutic Discourse: Psychotherapy as Conversation, Nowy Jork, Academic Press, 1977
- Locating Language in Time and Space, (ed.) Nowy Jork, Academic Press, 1980
- Principles of Linguistic Change. Volume I: Internal Factors, Oxford, Basil Blackwell, 1994
- Principles of Linguistic Change. Volume II: Social Factors, Oxford, Blackwell, 2001
- Studies in Sociolinguistics by William Labov, Pekin, Beijing Language and Culture University Press, 2001
- razem z Sharon Ash i Charles Boberg, Atlas of North American English: Phonology and Phonetics, Berlin, Mouton/de Gruyter, 2006
- Principles of Linguistic change. Volume III: Cognitive and Cultural Factors, Oxford, Wiley Blackwell, 2001
- Dialect Diversity in America: The Politics of Language Change, University of Virginia Press, 2012